# Ernst Heinrich Friedrich Meyer
Ernst Heinrich Friedrich Meyer (Hannover, 1º gennaio 1791 – Königsberg, 7 agosto 1858) è stato un botanico e storico tedesco.

## Biografia
Nacque a Hannover, tenne delle conferenze a Gottinga e nel 1826 diventò professore di botanica presso l'Università di Königsberg, nonché direttore del orto botanico. La sua specialità botanica era la Juncaceae. La sua opera principale era formata da quattro-volumi intitolati Geschichte der Botanik ("Storia della Botanica", 1854-57). Julius von Sachs disse di lui che era  "non era un grande botanico", ma ha ammesso che "ha posseduto un intelletto intelligente e coltivato".
Durante il suo tempo come tutore privato presso l'Università di Gottinga, dove conosce Goethe, che ha avuto una passione sorprendente per la botanica.